# Amstel Curaçao Race
La Amstel Curaçao Race (Carrera Amstel de Curazao) es una carrera ciclista de exhibición (no oficial) que se disputa en la isla de Curazao y es patrocinada por la empresa cervecera que le da nombre.
Nació en el año 2002 y suele celebrarse el primer fin de semana del mes de noviembre, a través de un recorrido de 73,6 kilómetros de distancia, con salida y llegada en el complejo turístico de Lions Dive & Beach Resort.
El grueso del pelotón participante en la carrera está compuesto por corredores locales, holandeses y belgas, a los que se suman algunas estrellas destacadas durante la temporada en curso, invitadas por los organizadores de la prueba. Desde 2012 la carrera también se disputa en categoría femenina en el mismo recorrido que la masculina.
Debido a que no se ajusta a las normas de la UCI, la carrera no está catalogada como oficial en ninguna de sus categorías profesionales.

## Palmarés

### Masculino
| Año  | Ganador            | Segundo             | Tercero           |
| ---- | ------------------ | ------------------- | ----------------- |
| 2002 | Michael Boogerd    | Paolo Bettini       | Stefan Van Dijk   |
| 2003 | Peter Van Petegem  | Alejandro Valverde  | Michael Boogerd   |
| 2004 | Óscar Freire       | Max van Heeswijk    | Davide Rebellin   |
| 2005 | Tom Boonen         | Paolo Savoldelli    | Pieter Weening    |
| 2006 | Alejandro Valverde | Fränk Schleck       | Thomas Dekker     |
| 2007 | Alberto Contador   | Thomas Dekker       | Fränk Schleck     |
| 2008 | Andy Schleck       | Stijn Devolder      | Theo Bos          |
| 2009 | Alberto Contador   | Thor Hushovd        | Koos Moerenhout   |
| 2010 | Fränk Schleck      | Alessandro Petacchi | Niki Terpstra     |
| 2011 | Marcel Kittel      | Andy Schleck        | Johnny Hoogerland |
| 2012 | Niki Terpstra      | Marc de Maar        | Thomas de Gendt   |
| 2013 | Johnny Hoogerland  | Jan Bakelants       | Marc de Maar      |
| 2014 | Niki Terpstra      | Sebastian Langeveld | Tim Wellens       |

## Femenino
| Año  | Ganadora       | Segunda                | Tercera              |
| ---- | -------------- | ---------------------- | -------------------- |
| 2012 | Marianne Vos   | Ellen van Dijk         | Annemiek van Vleuten |
| 2013 | Ellen van Dijk | Lisa Groothuesheidkamp | Ines Klok            |

## Palmarés por países

### Masculino
| País         | Victorias |
| ------------ | --------- |
| España       | 4         |
| Países Bajos | 4         |
| Luxemburgo   | 2         |
| Bélgica      | 2         |
| Alemania     | 1         |

| País         | Victorias |
| ------------ | --------- |
| Países Bajos | 2         |